# Lalla Aicha av Marocko
Lalla Aicha av Marocko, född 1930, död 2011, var en marockansk prinsessa. 
Hon lämnade haremet och visade sig obeslöjad offentligt år 1947 på sin far kungens önskan, då han ville sända en signal om att han stödde kvinnors frigörelse.